# Testa di Crévacol
La Testa di Crévacol (in francese, Tête de Crévacol, pron. fr. AFI: [tɛt də kʁevakɔl] - m 2610) è una cima della Valle d'Aosta, nelle Alpi Pennine, situata nella Valle del Gran San Bernardo.

## Descrizione
Si erge a nordovest si Saint-Rhémy-en-Bosses e separa il solco vallivo principale della valle del Gran San Bernardo dal vallone di Artanavaz. 
Caratterizzato da versanti prativi, appare come una montagna dalle forme dolci, particolarmente panoramica per la sua posizione relativamente isolata: dalla cima si può osservare la testata del vallone di Artanavaz, con il col Serena ed il Petit Golliat, oltre il quale spunta la sommità del Monte Bianco. Verso mezzogiorno, il panorama è dominato dai monti Flassin e Fallère, oltre il profilo dei quali si erge la Grivola ed il gruppo del Gran Paradiso, parzialmente visibile. Verso il colle del Gran San Bernardo, appaiono anche il Grand Combin e il mont Vélan.
Sulla vetta è presente un piccolo rifugio privato, la Cabane l'Hermine, generalmente chiuso.

## Accesso
La salita alla vetta della Testa di Crévacol ha inizio da pressi de l'Arp-du-Jeu e si sviluppa su carrareccia fino alla sella di Crévacol, quindi su sentiero privo di difficoltà tecniche. L'itinerario richiede il superamento di 600 m di dislivello e due ore di cammino.

### Cartografia
Istituto Geografico Centrale - Carta n.4, 1:50000 - Massiccio del Monte Bianco.